# Балія

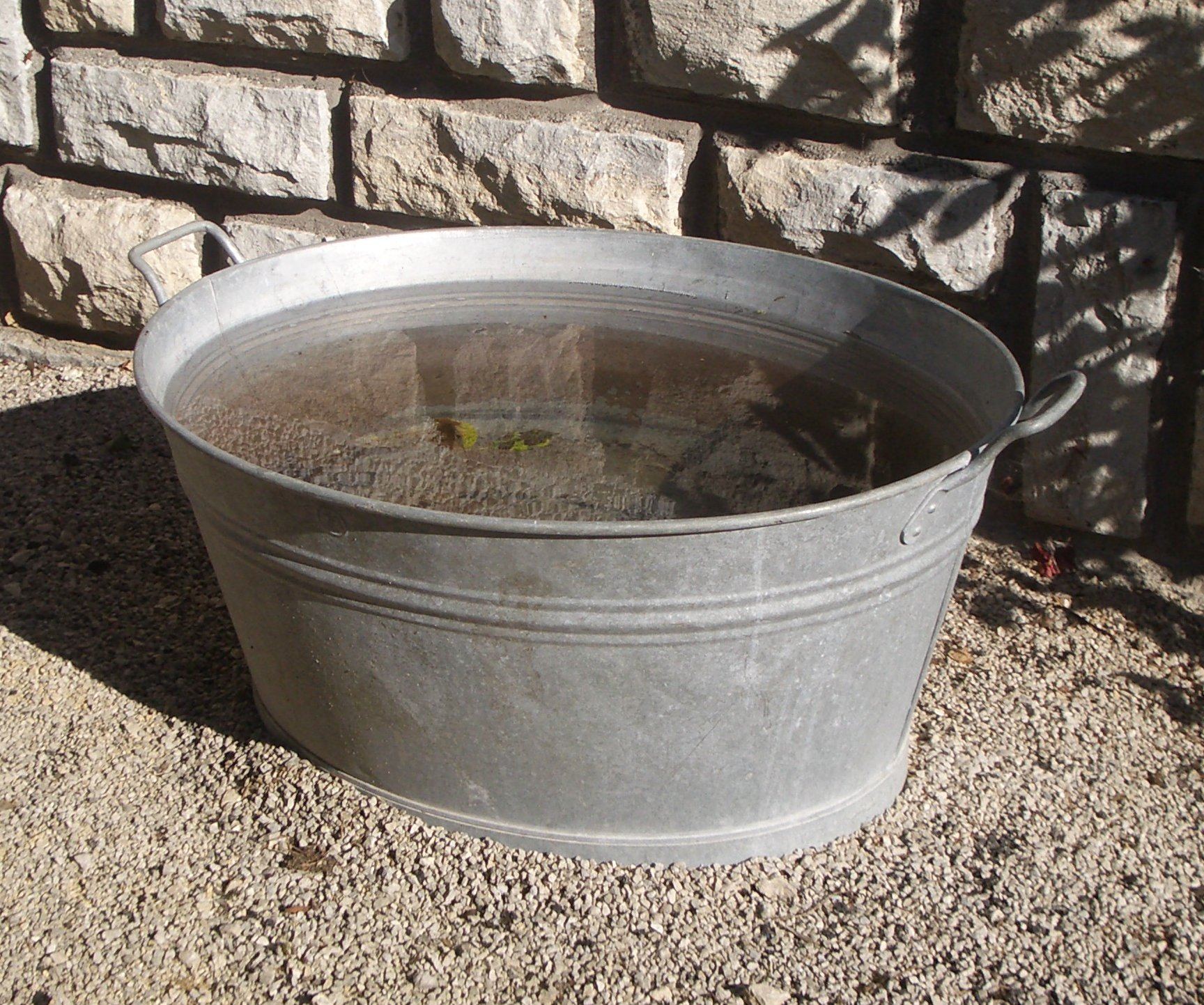
Сучасна сталева оцинкована балія

Ба́лія — низька, широка, зазвичай округла посудина для прання білизни, для миття тіла і т. ін., є обов'язковим предметом сільського побуту.

## Походження слова
Слово балія походить через посередництво пол. balia, ниж.-нім. balje і фр. baille від лат. bacula, що є зменшувальною формою від baca («чан», «бак»), чи від лат. *bajula, утвореного від bajulus («водонос»).

## Опис і використання

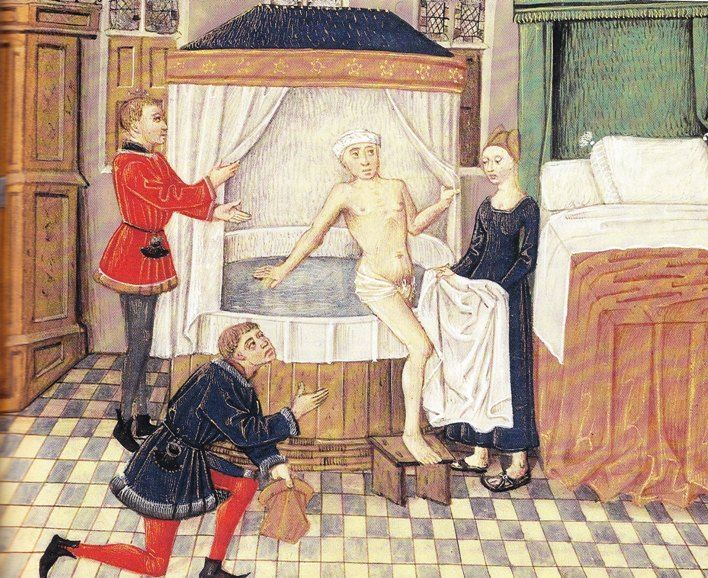
Дерев'яна балія-ванна. Малюнок з середньовічного рукописного видання Валерія Максіма, 1400—1425 рр.

У старовину балії виготовляли з дерева в бондарній техніці, пізніше їх стали робити з металу. Балії використовуються на селі для купання дітей (у колись вживаних для цього дерев'яних баліях з метою уникнення скабок внутрішню поверхню ємності вистилали полотном).

## Галерея

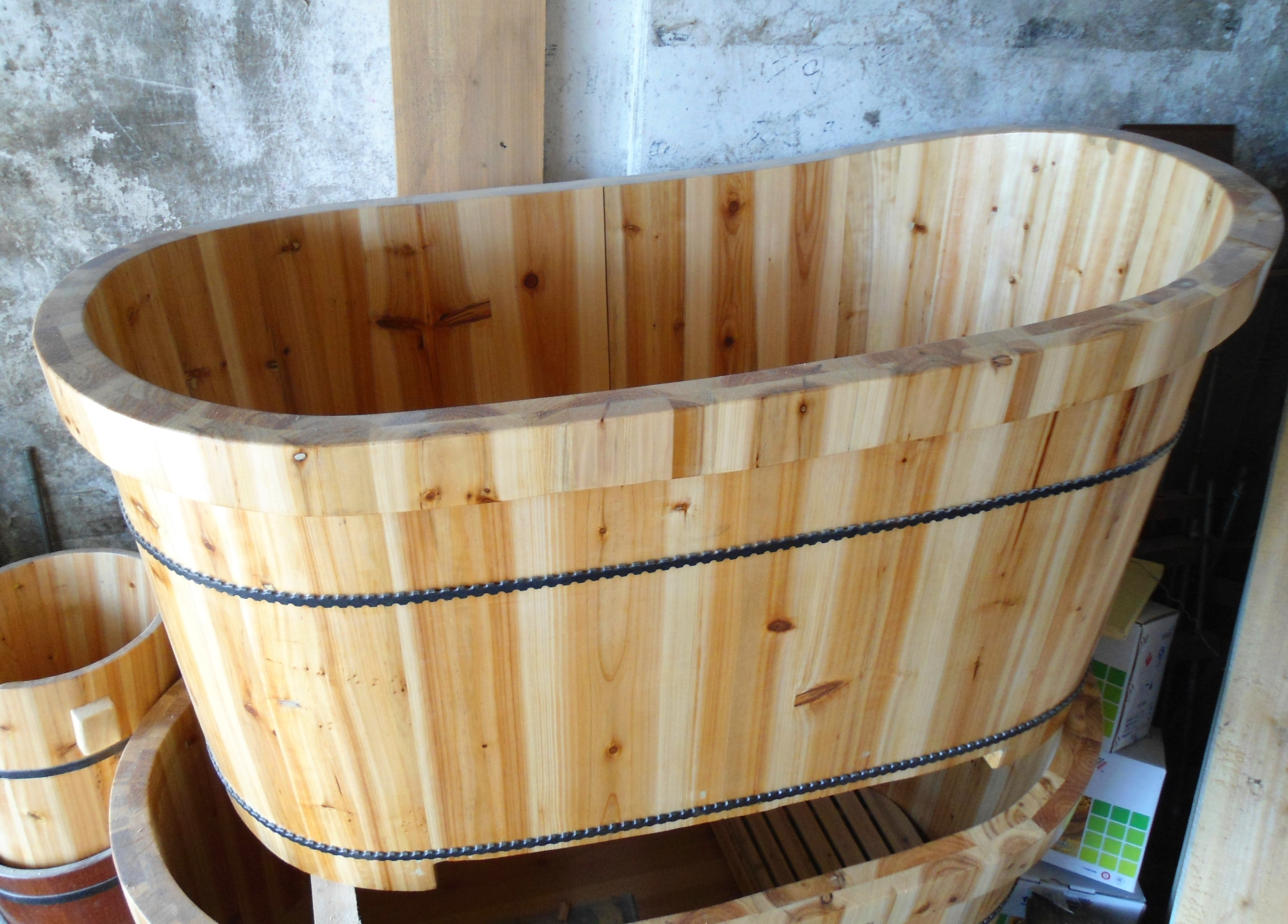
Сучасна дерев'яна балія
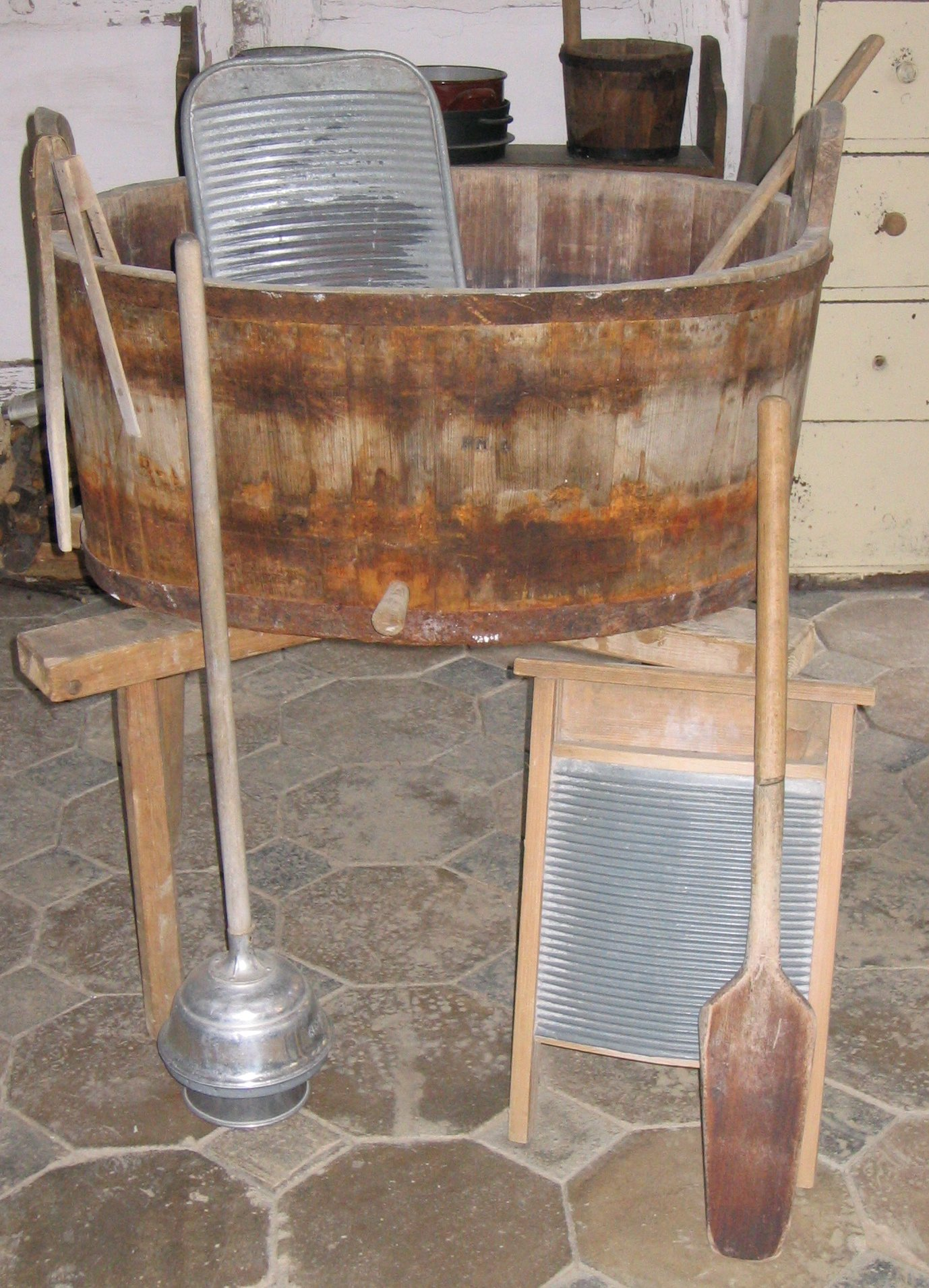
Балія з пральним приладдям (пральними дошками, пральним товкачем, праником і щипцями)
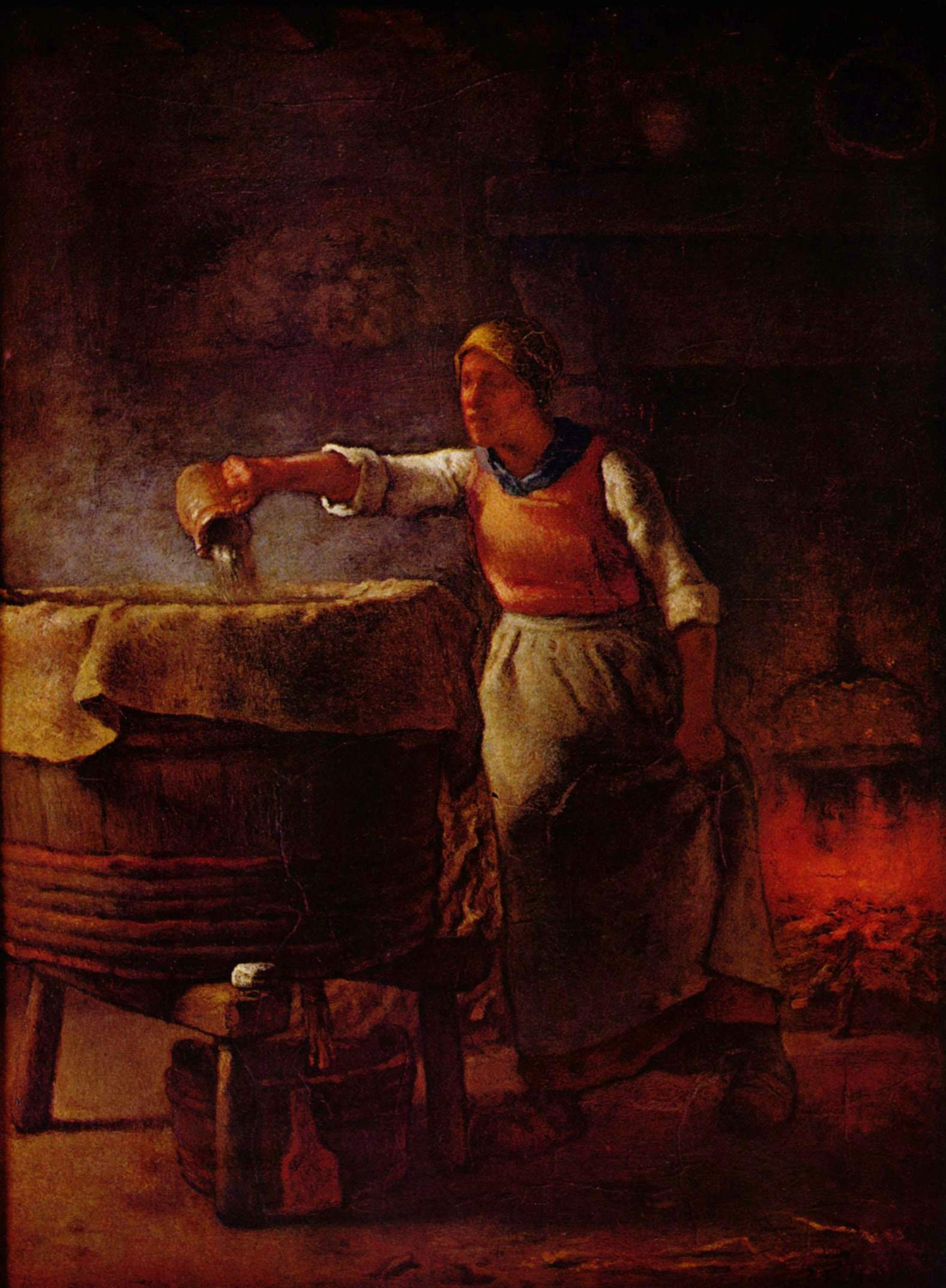
Велика балія на картині Ж.-Ф. Мілле «Праля»
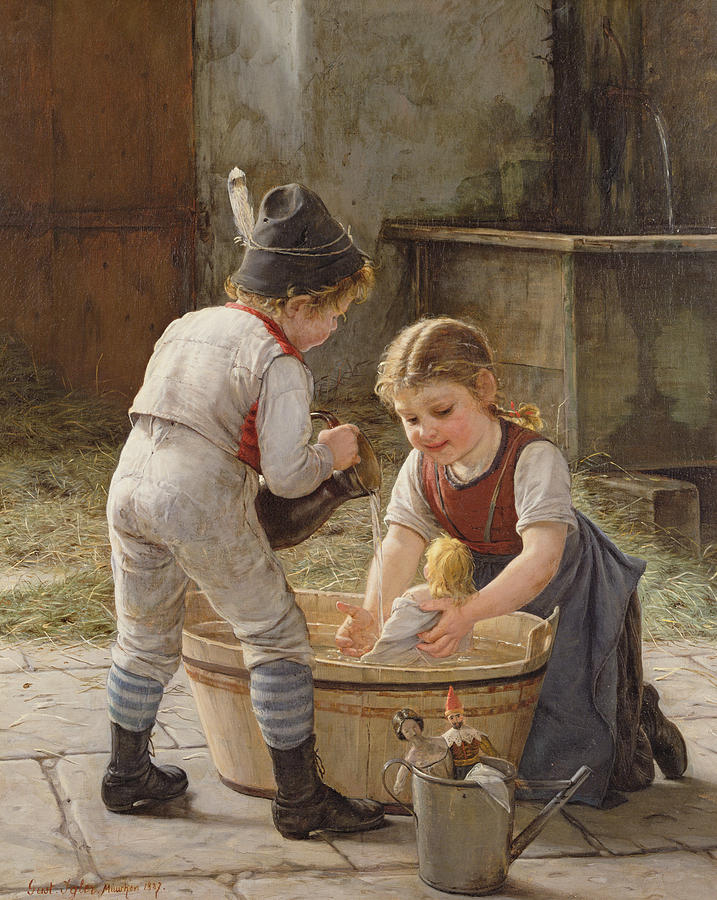
Густав Іглер[de]. «Купання ляльки», 1927
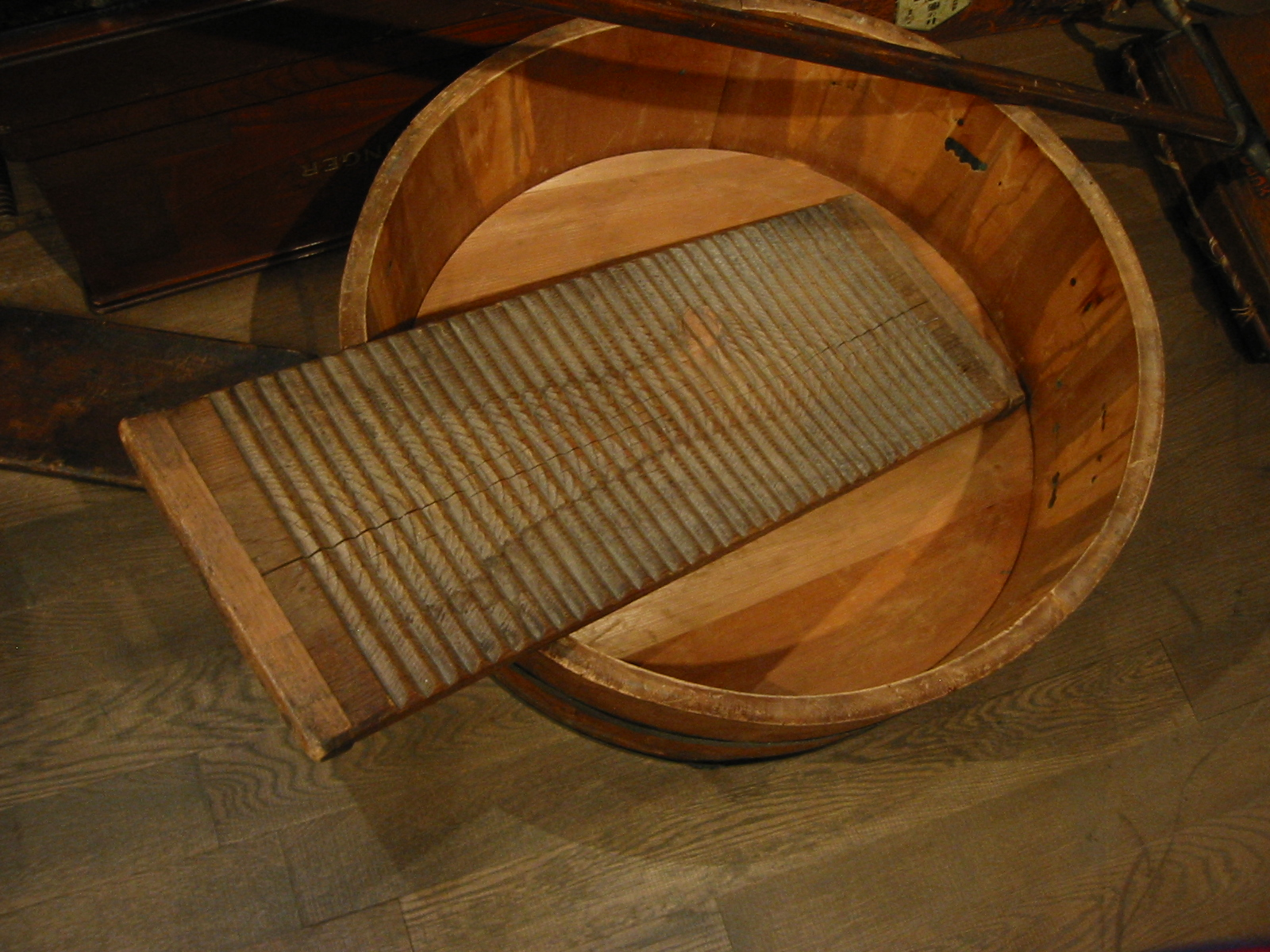
Балія з пральною дошкою
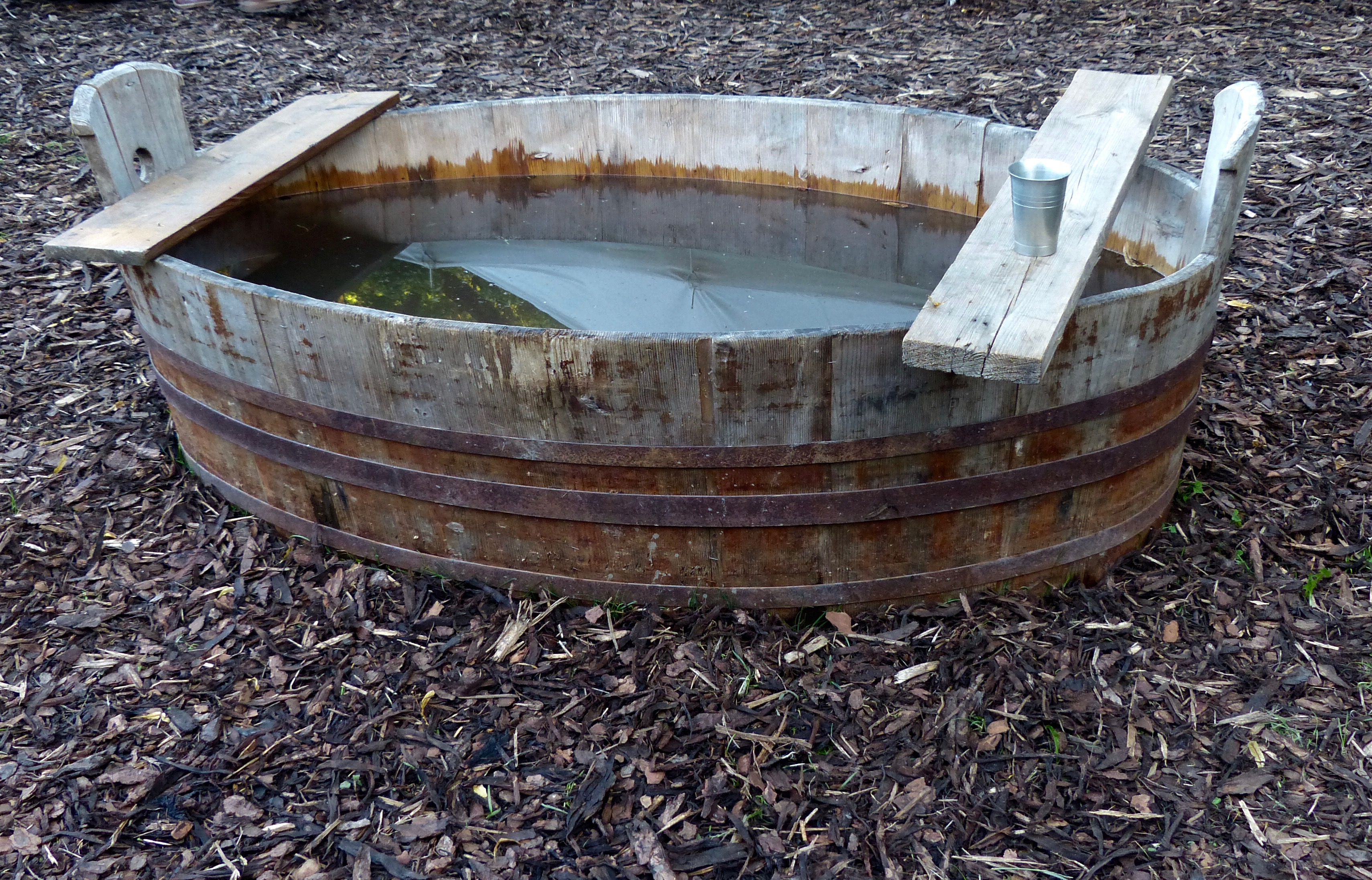
Балія на народному святі Wallensteinfestspiele-2016 у парку Гріммельшанце, Меммінген, Баварія

### Геральдика

Гонкайокі
Бюттельборн, є промовистим (нім. Bütte — «балія»)
Вешенбойрен (позаду жінки з праником)
Бад-Ґеґґінґ (район міста Нойштадт-ан-дер-Донау)
Бад-Гофгаштайн
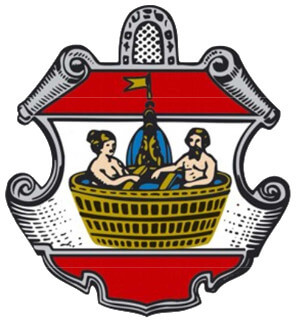
Баден, Австрія